# Rock or Bust World Tour
A Rock or Bust World Tour foi uma turnê de 2015 a 2016 da banda de rock australiana AC/DC, em apoio ao seu décimo sexto álbum de estúdio Rock or Bust, que foi lançado em 28 de novembro de 2014. Esta turnê teve 7 etapas ao redor do mundo com duração de mais de 17 meses, começando em 10 de abril de 2015 em Indio, Califórnia e terminando em 20 de setembro de 2016 em Filadélfia, Pensilvânia.

## Detalhes
Malcolm Young foi substituído por Stevie Young, seu sobrinho e de Angus, e Phil Rudd foi substituído por seu ex-baterista Chris Slade. Ambos tocaram pelo AC/DC na Blow Up Your Video World Tour e na Razors Edge World Tour, respectivamente.
Na Alemanha, a banda bateu um novo recorde mundial no número de ingressos vendidos no menor intervalo de tempo, com mais de 300 mil ingressos esgotados em 77 minutos.
Na Suíça, a banda bateu um novo recorde na duração de um show 'esgotado'. A apresentação em Zurique esgotou mais de 40 mil ingressos em 6 minutos
A banda tocou no 57º Grammy Awards, e tocou "Rock or Bust" e "Highway to Hell" em 8 de fevereiro de 2015
Os últimos 22 shows foram remarcados devido à interrupção imediata da turnê por Brian Johnson. Dez shows, originalmente programados de 8 de março de 2016 a 4 de abril de 2016, foram cancelados e precisaram ser reagendados. Axl Rose, do Guns N' Roses, substituiu Johnson, marcando a primeira vez desde o encerramento da Highway to Hell Tour em 27 de janeiro de 1980 que o AC/DC apresentou um vocalista diferente de Brian Johnson.
Como parte desta turnê, o AC/DC realizou seu primeiro concerto no Estádio Olímpico de Londres desde sua renovação após os Jogos Olímpicos e Paraolímpicos de 2012.
Após o fim da turnê, o baixista de longa data Cliff Williams anunciou sua aposentadoria, mencionando a perda de interesse devido aos problemas de saúde de Malcolm Young e Brian Johnson, além das questões legais envolvendo Phil Rudd.
No final do último show, a banda quebrou sua rotina habitual ao conduzir Williams para a frente do palco para uma última reverência, liderados por Angus Young. Rose também fez a apresentação individual dos membros da banda. Em 30 de setembro de 2020, o AC/DC confirmou oficialmente o retorno de Johnson, Rudd e Williams à banda, anunciando planos para um novo álbum de estúdio e possíveis apresentações ao vivo. Isso sugere que esta turnê pode não ser a última com Johnson e Williams, já que a próxima incluiria esses músicos, com Phil Rudd, impossibilitado de participar devido a questões legais durante a turnê anterior, e os guitarristas Angus e Stevie Young. Este evento reuniu os membros remanescentes da formação icônica de "Back in Black".

## Arrecadação
A Rock or Bust World Tour foi a segunda turnê mais assistida de 2015, ficando atrás apenas do One Direction, e a terceira mais lucrativa, atrás de Taylor Swift e One Direction (Pollstar Year End Top 100 Worldwide Tours de 2015). A turnê arrecadou $ 180 milhões em 54 shows em 2015, e $ 40,1 milhões em 32 shows em 2016. O total arrecadado foi de $ 221,1 milhões em 86 shows realizados. 2,31 milhões de fãs compareceram aos shows de 2015 e a banda tocou para um público estimado de 4 milhões de fãs em todo o mundo durante toda a turnê.

## Setlist

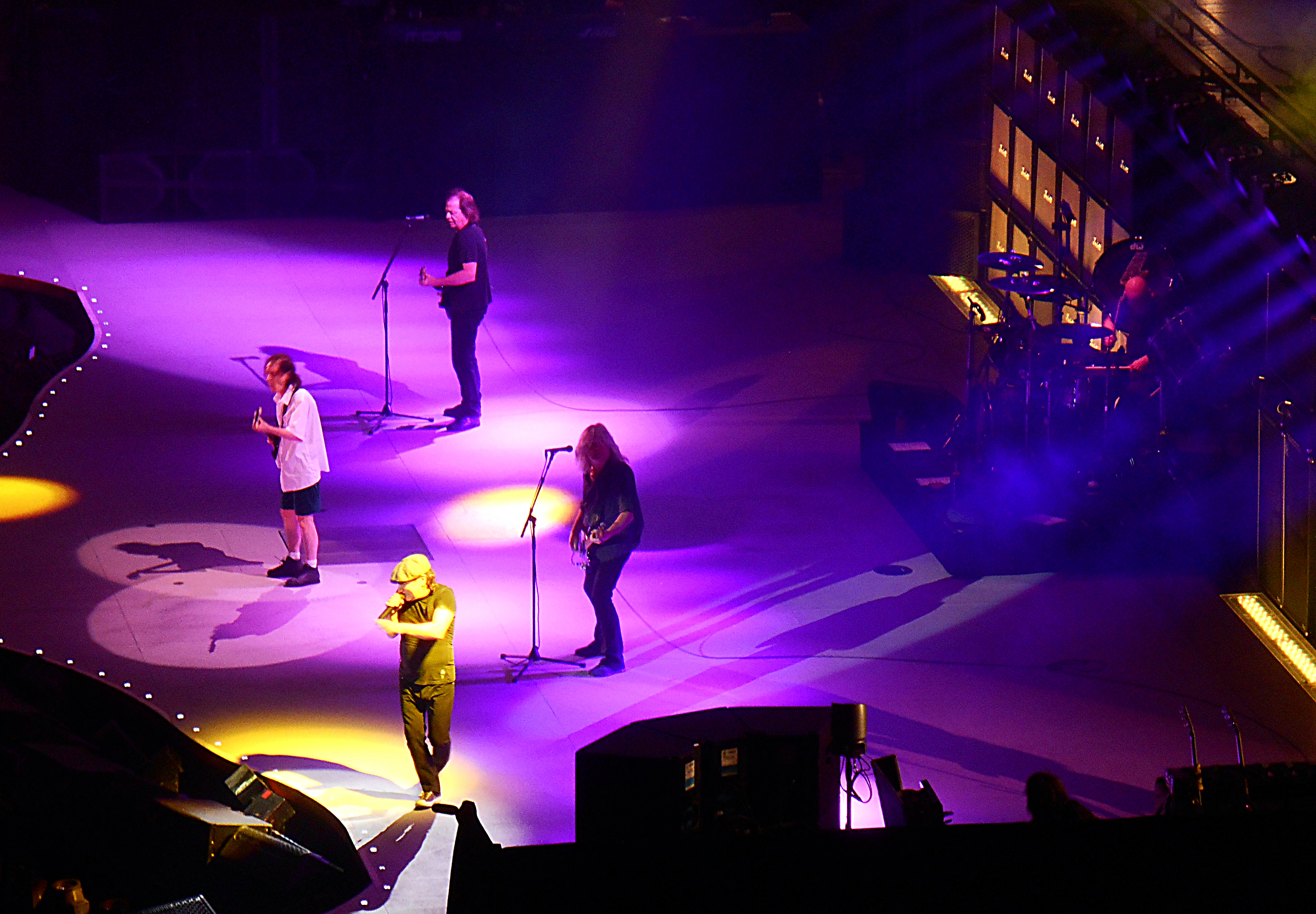
AC/DC se apresentando em Tacoma, Washington, em 2 de fevereiro de 2016.

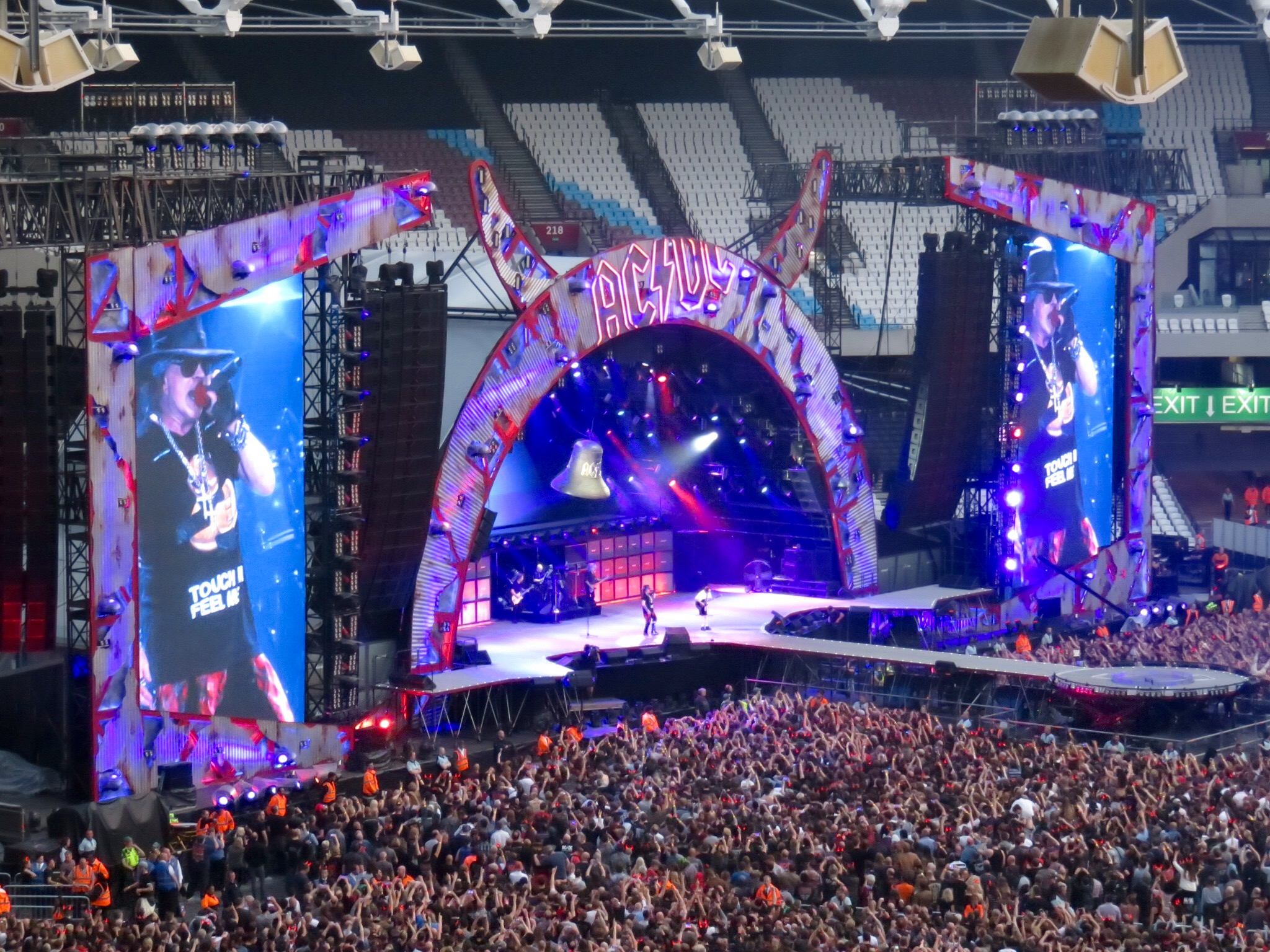
AC/DC com Axl Rose realizando o primeiro show no Estádio Olímpico de Londres, em 4 de junho de 2016

1. "Rock or Bust"
2. "Shoot to Thrill"
3. "Hell Ain't a Bad Place to Be"
4. "Back in Black"
5. "Play Ball"[a]
6. "Got Some Rock & Roll Thunder"[b]
7. "Dirty Deeds Done Dirt Cheap"
8. "Rock 'n' Roll Damnation"[b]
9. "Thunderstruck"
10. "High Voltage"
11. "Rock 'n' Roll Train"
12. "Hells Bells"
13. "Baptism by Fire"[a]
14. "Givin' the Dog a Bone"[b]
15. "Dog Eat Dog"[b]
16. "If You Want Blood (You've Got It)"[b]
17. "Touch Too Much"[b]
18. "Live Wire"[b]
19. "Sin City"
20. "You Shook Me All Night Long"
21. "Shot Down in Flames"
22. "Have a Drink on Me"
23. "T.N.T."
24. "Whole Lotta Rosie"
25. "Let There Be Rock" (incluindo o solo de guitarra do Angus Young)

Encore
1. "Highway to Hell"
2. "Riff Raff" (apresentado somente em 2015)
3. "Problem Child" (apresentado somente em 2016)
4. "For Those About to Rock (We Salute You)"

## Créditos
- Angus Young — guitarra solo
- Cliff Williams — baixo, backing vocals
- Stevie Young — guitarra rítmica, backing vocals
- Chris Slade — bateria
- Brian Johnson — vocais principais (partes 1–5)
- Axl Rose — vocal principal (partes 6–7)